# Fußball-Weltmeisterschaft 2018/Gruppe H
| Pl.                                                                                             | Land      | Sp. | S | U | N | Tore    | Diff. | Punkte |
| ----------------------------------------------------------------------------------------------- | --------- | --- | - | - | - | ------- | ----- | ------ |
| 1.                                                                                              | Kolumbien | 3   | 2 | 0 | 1 | 005:200 | +3    | 06     |
| 2.                                                                                              | Japan     | 3   | 1 | 1 | 1 | 004:400 | ±0    | 04     |
| 3.                                                                                              | Senegal   | 3   | 1 | 1 | 1 | 004:400 | ±0    | 04     |
| 4.                                                                                              | Polen     | 3   | 1 | 0 | 2 | 002:500 | −3    | 03     |
| Anmerkung: Japan mit vier gelben Karten vor Senegal mit sechs gelben Karten (Fair-Play-Wertung) |           |     |   |   |   |         |       |        |

Gruppe H der Fußball-Weltmeisterschaft 2018:

## Kolumbien – Japan 1:2 (1:1)
| Kolumbien                                                                 | Kolumbien | Japan | Japan | Aufstellung                       |
| ------------------------------------------------------------------------- | --- | --- | ----- | --------------------------------- |
| Kolumbien                                                                 | \| 1. Spieltag \| \| 19. Juni 2018 um 15:00 Uhr (14:00 Uhr MESZ) in Saransk (Mordwinien-Arena) \| \| Zuschauer: 40.842 \| \| Schiedsrichter: Damir Skomina ( Slowenien) 1 \| \| Spielbericht \|                                                                | \| 1. Spieltag \| \| 19. Juni 2018 um 15:00 Uhr (14:00 Uhr MESZ) in Saransk (Mordwinien-Arena) \| \| Zuschauer: 40.842 \| \| Schiedsrichter: Damir Skomina ( Slowenien) 1 \| \| Spielbericht \|                                                              | Japan | Aufstellung Kolumbien gegen Japan |
| Kolumbien                                                                 | David Ospina – Santiago Arias, Davinson Sánchez, Óscar Murillo, Johan Mojica – Juan Cuadrado (31. Wílmar Barrios), Carlos Sánchez, Juan Quintero (59. James Rodríguez), Jefferson Lerma, José Izquierdo (70. Carlos Bacca) – Falcao Cheftrainer: José Pékerman | Eiji Kawashima – Hiroki Sakai, Maya Yoshida, Gen Shōji, Yūto Nagatomo – Genki Haraguchi, Makoto Hasebe , Shinji Kagawa (70. Keisuke Honda), Gaku Shibasaki (80. Hotaru Yamaguchi), Takashi Inui – Yūya Ōsako (85. Shinji Okazaki) Cheftrainer: Akira Nishino | Japan | Aufstellung Kolumbien gegen Japan |
| Kolumbien                                                                 | 1:1 Quintero (39.) | 0:1 Kagawa (6., Handelfmeter) 1:2 Ōsako (73.) | Japan | Aufstellung Kolumbien gegen Japan |
| Kolumbien                                                                 | Barrios (64.), James (86.) | Kawashima (90.+4′) | Japan | Aufstellung Kolumbien gegen Japan |
| Kolumbien                                                                 | C. Sánchez (3.) | | Japan | Aufstellung Kolumbien gegen Japan |
| Kolumbien                                                                 | Spieler des Spiels: Yūya Ōsako (Japan) | | Japan | Aufstellung Kolumbien gegen Japan |
| 1. Spieltag                                                               | | |       |                                   |
| 19. Juni 2018 um 15:00 Uhr (14:00 Uhr MESZ) in Saransk (Mordwinien-Arena) | | |       |                                   |
| Zuschauer: 40.842                                                         | | |       |                                   |
| Schiedsrichter: Damir Skomina ( Slowenien) 1                              | | |       |                                   |
| Spielbericht                                                              | | |       |                                   |

## Polen – Senegal 1:2 (0:1)
| Polen                                                                   | Polen | Senegal | Senegal | Aufstellung                     |
| ----------------------------------------------------------------------- | --- | --- | ------- | ------------------------------- |
| Polen                                                                   | \| 1. Spieltag \| \| 19. Juni 2018 um 18:00 Uhr (17:00 Uhr MESZ) in Moskau (Spartak-Stadion) \| \| Zuschauer: 44.190 \| \| Schiedsrichter: Nawaf Shukralla ( Bahrain) 2 \| \| Spielbericht \|                                                                                                   | \| 1. Spieltag \| \| 19. Juni 2018 um 18:00 Uhr (17:00 Uhr MESZ) in Moskau (Spartak-Stadion) \| \| Zuschauer: 44.190 \| \| Schiedsrichter: Nawaf Shukralla ( Bahrain) 2 \| \| Spielbericht \|                                                               | Senegal | Aufstellung Polen gegen Senegal |
| Polen                                                                   | Wojciech Szczęsny – Łukasz Piszczek (83. Bartosz Bereszyński), Thiago Cionek, Michał Pazdan, Maciej Rybus – Grzegorz Krychowiak, Piotr Zieliński – Jakub Błaszczykowski (46. Jan Bednarek), Arkadiusz Milik (73. Dawid Kownacki), Kamil Grosicki – Robert Lewandowski Cheftrainer: Adam Nawałka | Khadim N’Diaye – Moussa Wagué, Kalidou Koulibaly, Salif Sané, Youssouf Sabaly – Sadio Mané , Alfred N’Diaye (87. Cheikhou Kouyaté), Idrissa Gueye, Ismaïla Sarr – Mame Diouf (62. Cheikh N’Doye), M’Baye Niang (75. Moussa Konaté) Cheftrainer: Aliou Cissé | Senegal | Aufstellung Polen gegen Senegal |
| Polen                                                                   | 1:2 Krychowiak (86.) | 0:1 Cionek (37., Eigentor) 0:2 Niang (60.) | Senegal | Aufstellung Polen gegen Senegal |
| Polen                                                                   | Krychowiak (12.) | Sané (49.), Gueye (72.) | Senegal | Aufstellung Polen gegen Senegal |
| Polen                                                                   | Spieler des Spiels: M’Baye Niang (Senegal) | | Senegal | Aufstellung Polen gegen Senegal |
| 1. Spieltag                                                             | | |         |                                 |
| 19. Juni 2018 um 18:00 Uhr (17:00 Uhr MESZ) in Moskau (Spartak-Stadion) | | |         |                                 |
| Zuschauer: 44.190                                                       | | |         |                                 |
| Schiedsrichter: Nawaf Shukralla ( Bahrain) 2                            | | |         |                                 |
| Spielbericht                                                            | | |         |                                 |

## Japan – Senegal 2:2 (1:1)
| Japan                                                                         | Japan | Senegal | Senegal | Aufstellung                     |
| ----------------------------------------------------------------------------- | --- | --- | ------- | ------------------------------- |
| Japan                                                                         | \| 2. Spieltag \| \| 24. Juni 2018 um 20:00 Uhr (17:00 Uhr MESZ) in Jekaterinburg (Zentralstadion) \| \| Zuschauer: 32.572 \| \| Schiedsrichter: Gianluca Rocchi ( Italien) 3 \| \| Spielbericht \|                                                        | \| 2. Spieltag \| \| 24. Juni 2018 um 20:00 Uhr (17:00 Uhr MESZ) in Jekaterinburg (Zentralstadion) \| \| Zuschauer: 32.572 \| \| Schiedsrichter: Gianluca Rocchi ( Italien) 3 \| \| Spielbericht \|                                                              | Senegal | Aufstellung Japan gegen Senegal |
| Japan                                                                         | Eiji Kawashima – Hiroki Sakai, Maya Yoshida, Gen Shōji, Yūto Nagatomo – Makoto Hasebe , Gaku Shibasaki – Genki Haraguchi (75. Shinji Okazaki), Shinji Kagawa (72. Keisuke Honda), Takashi Inui (87. Takashi Usami) – Yūya Ōsako Cheftrainer: Akira Nishino | Khadim N’Diaye – Youssouf Sabaly, Kalidou Koulibaly, Salif Sané, Moussa Wagué – Papa Alioune Ndiaye (81. Cheikh N’Doye), Alfred N’Diaye (65. Cheikhou Kouyaté), Idrissa Gueye – Ismaïla Sarr, M’Baye Niang (86. Mame Diouf), Sadio Mané Cheftrainer: Aliou Cissé | Senegal | Aufstellung Japan gegen Senegal |
| Japan                                                                         | 1:1 Inui (34.) 2:2 Honda (78.) | 0:1 Mané (11.) 1:2 Wagué (71.) | Senegal | Aufstellung Japan gegen Senegal |
| Japan                                                                         | Inui (68.), Hasebe (90.+4′) | Niang (59.), Sabaly (90.), N’Doye (90.+1′) | Senegal | Aufstellung Japan gegen Senegal |
| Japan                                                                         | Spieler des Spiels: Sadio Mané (Senegal) | | Senegal | Aufstellung Japan gegen Senegal |
| 2. Spieltag                                                                   | | |         |                                 |
| 24. Juni 2018 um 20:00 Uhr (17:00 Uhr MESZ) in Jekaterinburg (Zentralstadion) | | |         |                                 |
| Zuschauer: 32.572                                                             | | |         |                                 |
| Schiedsrichter: Gianluca Rocchi ( Italien) 3                                  | | |         |                                 |
| Spielbericht                                                                  | | |         |                                 |

## Polen – Kolumbien 0:3 (0:1)
| Polen                                                              | Polen | Kolumbien | Kolumbien | Aufstellung                       |
| ------------------------------------------------------------------ | --- | --- | --------- | --------------------------------- |
| Polen                                                              | \| 2. Spieltag \| \| 24. Juni 2018 um 21:00 Uhr (20:00 Uhr MESZ) in Kasan (Kasan-Arena) \| \| Zuschauer: 42.873 \| \| Schiedsrichter: César Arturo Ramos ( Mexiko) 4 \| \| Spielbericht \|                                                                                               | \| 2. Spieltag \| \| 24. Juni 2018 um 21:00 Uhr (20:00 Uhr MESZ) in Kasan (Kasan-Arena) \| \| Zuschauer: 42.873 \| \| Schiedsrichter: César Arturo Ramos ( Mexiko) 4 \| \| Spielbericht \|                                                               | Kolumbien | Aufstellung Polen gegen Kolumbien |
| Polen                                                              | Wojciech Szczęsny – Łukasz Piszczek, Jan Bednarek, Michał Pazdan (80. Kamil Glik) – Bartosz Bereszyński (72. Łukasz Teodorczyk), Grzegorz Krychowiak, Jacek Góralski, Maciej Rybus – Piotr Zieliński, Robert Lewandowski , Dawid Kownacki (57. Kamil Grosicki) Cheftrainer: Adam Nawałka | David Ospina – Santiago Arias, Davinson Sánchez, Yerry Mina, Johan Mojica – Abel Aguilar (32. Mateus Uribe), Wílmar Barrios – Juan Cuadrado, Juan Quintero (73. Jefferson Lerma), James Rodríguez – Falcao (78. Carlos Bacca) Cheftrainer: José Pékerman | Kolumbien | Aufstellung Polen gegen Kolumbien |
| Polen                                                              | 0:1 Mina (40.) 0:2 Falcao (70.) 0:3 Cuadrado (75.) | | Kolumbien | Aufstellung Polen gegen Kolumbien |
| Polen                                                              | Bednarek (61.), Góralski (85.) | | Kolumbien | Aufstellung Polen gegen Kolumbien |
| Polen                                                              | Spieler des Spiels: James (Kolumbien) | | Kolumbien | Aufstellung Polen gegen Kolumbien |
| 2. Spieltag                                                        | | |           |                                   |
| 24. Juni 2018 um 21:00 Uhr (20:00 Uhr MESZ) in Kasan (Kasan-Arena) | | |           |                                   |
| Zuschauer: 42.873                                                  | | |           |                                   |
| Schiedsrichter: César Arturo Ramos ( Mexiko) 4                     | | |           |                                   |
| Spielbericht                                                       | | |           |                                   |

## Japan – Polen 0:1 (0:0)
| Japan                                                                      | Japan | Polen | Polen | Aufstellung                   |
| -------------------------------------------------------------------------- | --- | --- | ----- | ----------------------------- |
| Japan                                                                      | \| 3. Spieltag \| \| 28. Juni 2018 um 17:00 Uhr (16:00 Uhr MESZ) in Wolgograd (Wolgograd-Arena) \| \| Zuschauer: 42.189 \| \| Schiedsrichter: Janny Sikazwe ( Sambia) 5 \| \| Spielbericht \|                                                                   | \| 3. Spieltag \| \| 28. Juni 2018 um 17:00 Uhr (16:00 Uhr MESZ) in Wolgograd (Wolgograd-Arena) \| \| Zuschauer: 42.189 \| \| Schiedsrichter: Janny Sikazwe ( Sambia) 5 \| \| Spielbericht \|                                                                           | Polen | Aufstellung Japan gegen Polen |
| Japan                                                                      | Eiji Kawashima – Hiroki Sakai, Maya Yoshida, Tomoaki Makino, Yūto Nagatomo – Hotaru Yamaguchi, Gaku Shibasaki – Gōtoku Sakai, Shinji Okazaki (47. Yūya Ōsako), Takashi Usami (65. Takashi Inui) – Yoshinori Mutō (82. Makoto Hasebe) Cheftrainer: Akira Nishino | Łukasz Fabiański – Bartosz Bereszyński, Kamil Glik, Jan Bednarek – Rafał Kurzawa (79. Sławomir Peszko), Grzegorz Krychowiak, Jacek Góralski, Artur Jędrzejczyk – Piotr Zieliński (79. Łukasz Teodorczyk), Robert Lewandowski , Kamil Grosicki Cheftrainer: Adam Nawałka | Polen | Aufstellung Japan gegen Polen |
| Japan                                                                      | 0:1 Bednarek (59.) | | Polen | Aufstellung Japan gegen Polen |
| Japan                                                                      | Makino (66.) | | Polen | Aufstellung Japan gegen Polen |
| Japan                                                                      | Spieler des Spiels: Jan Bednarek (Polen) | | Polen | Aufstellung Japan gegen Polen |
| 3. Spieltag                                                                | | |       |                               |
| 28. Juni 2018 um 17:00 Uhr (16:00 Uhr MESZ) in Wolgograd (Wolgograd-Arena) | | |       |                               |
| Zuschauer: 42.189                                                          | | |       |                               |
| Schiedsrichter: Janny Sikazwe ( Sambia) 5                                  | | |       |                               |
| Spielbericht                                                               | | |       |                               |

## Senegal – Kolumbien 0:1 (0:0)
| Senegal                                                              | Senegal | Kolumbien | Kolumbien | Aufstellung                         |
| -------------------------------------------------------------------- | --- | --- | --------- | ----------------------------------- |
| Senegal                                                              | \| 3. Spieltag \| \| 28. Juni 2018 um 18:00 Uhr (16:00 Uhr MESZ) in Samara (Kosmos-Arena) \| \| Zuschauer: 41.970 \| \| Schiedsrichter: Milorad Mažić ( Serbien) 6 \| \| Spielbericht \|                                                                    | \| 3. Spieltag \| \| 28. Juni 2018 um 18:00 Uhr (16:00 Uhr MESZ) in Samara (Kosmos-Arena) \| \| Zuschauer: 41.970 \| \| Schiedsrichter: Milorad Mažić ( Serbien) 6 \| \| Spielbericht \|                                                                | Kolumbien | Aufstellung Senegal gegen Kolumbien |
| Senegal                                                              | Khadim N’Diaye – Lamine Gassama, Salif Sané, Kalidou Koulibaly, Youssouf Sabaly (74. Moussa Wagué) – Ismaïla Sarr, Cheikhou Kouyaté , Idrissa Gueye, Sadio Mané – Keita Baldé (80. Moussa Konaté), M’Baye Niang (86. Diafra Sakho) Cheftrainer: Aliou Cissé | David Ospina – Santiago Arias, Davinson Sánchez, Yerry Mina, Johan Mojica – Mateus Uribe (83. Jefferson Lerma), Carlos Sánchez – Juan Cuadrado, Juan Quintero, James Rodríguez (31. Luis Muriel) – Falcao (89. Miguel Borja) Cheftrainer: José Pékerman | Kolumbien | Aufstellung Senegal gegen Kolumbien |
| Senegal                                                              | 0:1 Mina (74.) | | Kolumbien | Aufstellung Senegal gegen Kolumbien |
| Senegal                                                              | Niang (51.) | Mojica (45.) | Kolumbien | Aufstellung Senegal gegen Kolumbien |
| Senegal                                                              | Spieler des Spiels: Yerry Mina (Kolumbien) | | Kolumbien | Aufstellung Senegal gegen Kolumbien |
| 3. Spieltag                                                          | | |           |                                     |
| 28. Juni 2018 um 18:00 Uhr (16:00 Uhr MESZ) in Samara (Kosmos-Arena) | | |           |                                     |
| Zuschauer: 41.970                                                    | | |           |                                     |
| Schiedsrichter: Milorad Mažić ( Serbien) 6                           | | |           |                                     |
| Spielbericht                                                         | | |           |                                     |

Schiedsrichter Mažić nahm einen in der 17. Minute gegebenen Foulelfmeter für den Senegal nach Rücksprache mit dem Videoassistenten zurück.